# Jan van Puijenbroeck

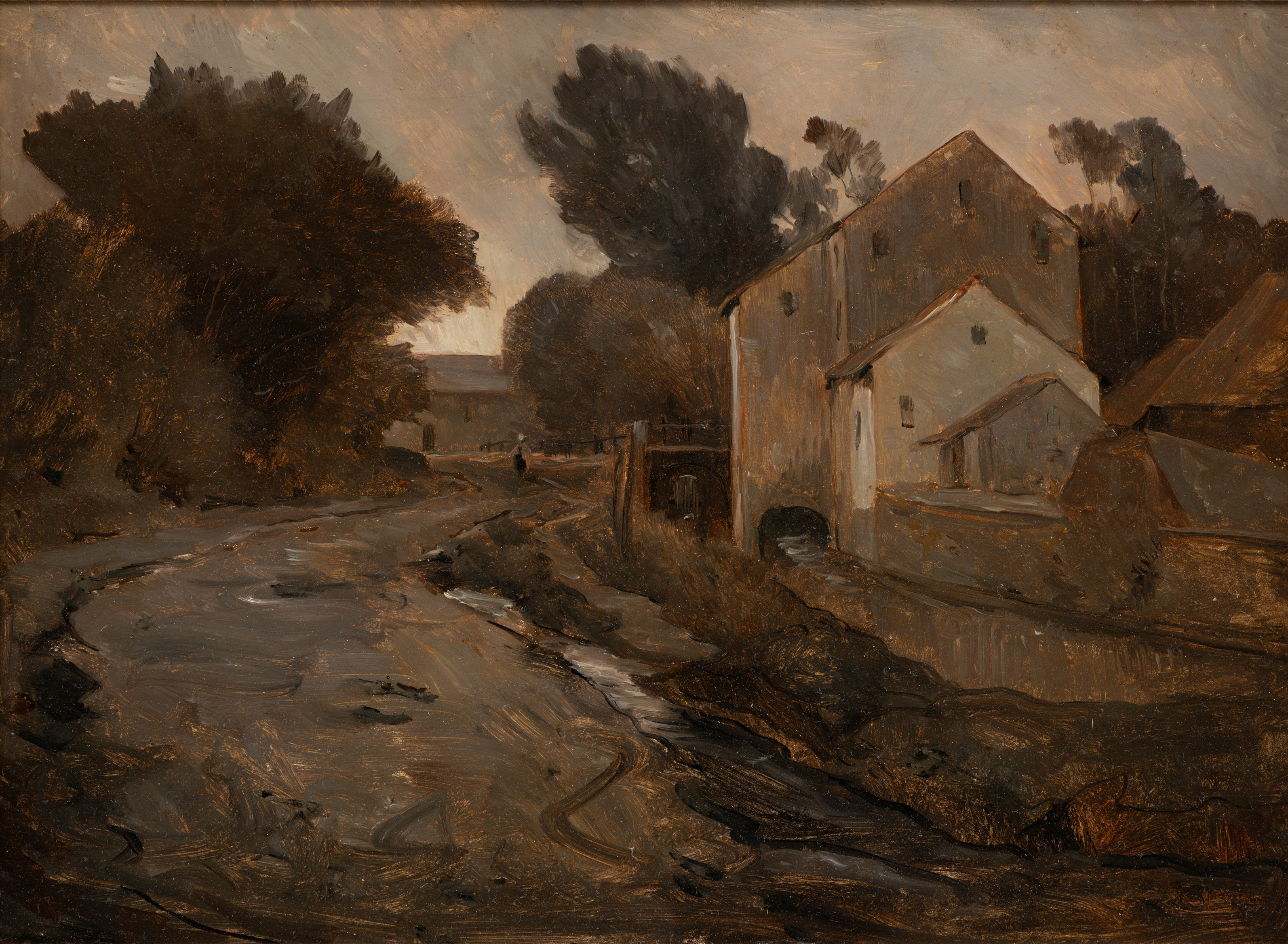
Zijaanzicht oliemolen te Rothem, Zuid-Limburg door Willem van Konijnenburg, particuliere collectie. Na zijn vlucht naar Zuid-Limburg, vanwege de Eerste Wereldoorlog, was de oliemolen het atelier (en woonplaats?) van Jan Van Puyenbroeck.

Jan Van Puyenbroeck (Antwerpen, 5 december 1887 - Schoten, 3 november 1972) was een Belgisch schilder, dichter en auteur.

## Levensloop

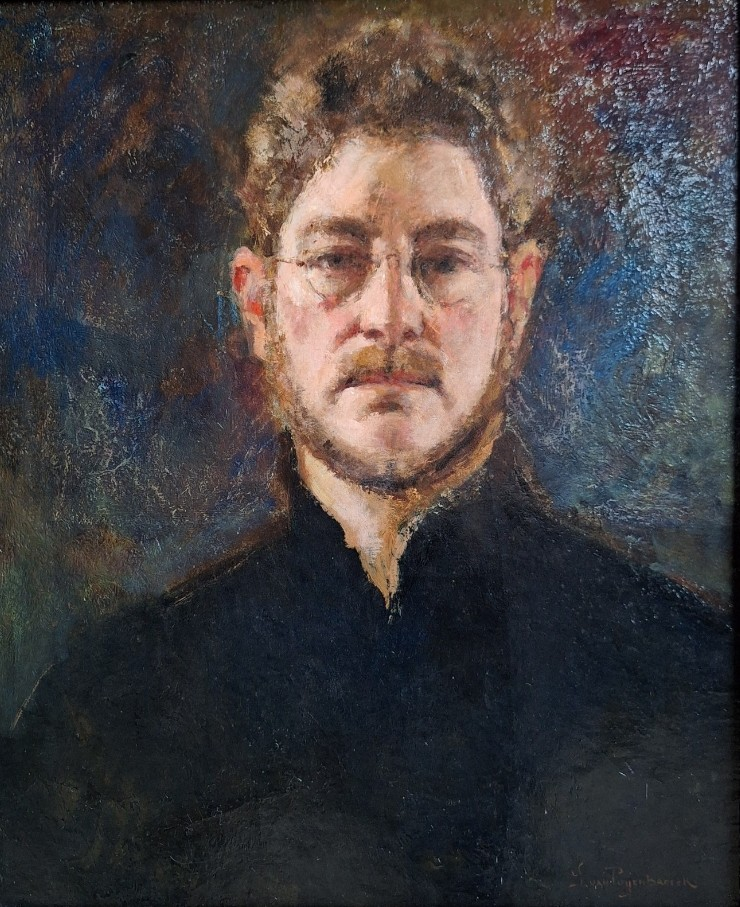
Jan Van Puyenbroeck. Zelfportret circa 1920-1927, particulier bezit.

Van Puyenbroeck werd geboren in Antwerpen als oudste zoon in een gezin met totaal 14 kinderen. Doordat hij moet helpen voorzien in het onderhoud van het gezin, is het voor Van Puyenbroeck niet mogelijk om een opleiding te volgen. Op aanraden van Alfred Ost gaat Van Puyenbroeck een avondopleiding volgen bij de Koninklijke Academie voor Schone Kunsten in Antwerpen. In 1908 wordt hij toegelaten aan het Hoger Instituut voor Schone Kunsten in Antwerpen. Aldaar raakte hij bevriend met kunstschilder Alphons de Cuyper. In 1910 werd hij tweede met zijn inzending voor de Prix de Rome en in 1913 won hij de "Prijs van de Stad Antwerpen voor Schilderkunst". 
Tijdens de Eerste Wereldoorlog vlucht Van Puyenbroeck via Engeland naar Nederlands Limburg. Daar raakte hij bevriend met Willem van Konijnenburg. In 1921 reisde hij naar Spanje en in de jaren '30 maakt hij studiereizen naar Italië, Engeland, Oostenrijk en Duitsland. In 1953 zei Van Puyenbroeck 'Ik heb zeer veel gereisd, maar Limburg is voor mij nog steeds een wonder van schoonheid' (Gazet van Limburg, 26-2-1953)
Van Puyenbroeck werd vooral bekend door zijn stillevens, portretten, naaktfiguren, religieuze voorstellingen en landschappen. Hij signeerde zijn schilderijen met 'J. van Puyenbroeck'.   
Naast de schilders van de Meerssense School gaf Jan Van Puyenbroeck ook les aan onder anderen Aart Hendricus Baars (1944- ), Paul Daenen (1924-1995), Julie Herfst-alard (1889-1951), Hermana Carolina Timmer en André Van den Sande (1910-1996).  
Voor de Schatkamer van de St. Servaaskerk te Maastricht restaureerde Jan Van Puyenbroeck 'een groot aantal schilderijen'. De opening van dit museum van kerkelijke kunst was maandag 18 juli 1932.  

## De Meerssense School
De Meerssense school was een collectief van jonge schilders die les kregen van Jan Van Puyenbroeck in de oliemolen van Rothem (vlak bij Meerssen) te Zuid-Limburg. Van Puyenbroeck vluchtte hier heen tijdens de Eerste Wereldoorlog. Volgens Dirk Vansina verlblijft de kunstenaar vier jaar in Nederland. Het collectief was actief in en rondom Meerssen tijdens de Eerste Wereldoorlog. Kunstenaars die les hebben gekregen zijn onder anderen Jos Tielens (1886-1957), Alphons Volders (1894-1974), Charles Eyck (1897-1983), Herman Koch (1902-1985) en Harry Koolen (1904-1985). Willem van Konijnenburg was ook betrokken bij deze groep jonge schilders. Charles Eyck heeft verteld dat hij zijn eerste perspectieflessen heeft ontvangen van Van Konijnenburg. Dit gebeurde bij de basiliek van Meerssen, die toen overigens nog geen basiliek was.

## Willem van Konijnenburg (1868-1943)
Jan Van Puyenbroeck en Willem van Konijnenburg waren bevriend en heb elkaar leren kennen in Zuid-Limburg. Gedurende de jaren 1912-1920 resideerde Willem van Konijnenburg tijdens zijn verblijven in Zuid-Limburg in het herenhuis van hoeve De Raarhof te Raar, een buurtgemeenschap van Meerssen. In deze periode is het vriendschappelijk contact tussen beide kunstenaars ontstaan. Naar aanleiding van een bezoek van Jan Van Puyenbroeck aan Willem en zijn vrouw Netty op De Raarhof, tekent Van Konijnenburg het portret dat nu onderdeel uitmaakt van de collectie Drents Museum Assen. Links onder dit portret plaatst Van Konijnenburg het opschrift 'Met groote waardering'. In Getekend dagboek deel 21 (1916-1917) van Kunstmuseum Den Haag is ook een klein getekend portret van Jan Van Puyenbroeck aanwezig.

## Tentoonstellingen

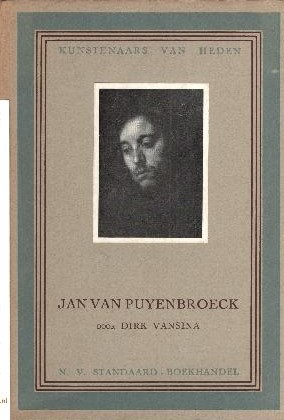
Kunstenaars van heden. Jan Van Puyenbroeck, Dirk Vansina. Uitgever Antwerpen/Brussel/Gent/Leuven, Standaard 1943.

- De 5 van Schoten (Jan Van Puyenbroeck, Anton Van de Velde, Lode Vleeshouwers, Eugeen De Bock en Arthur Verhoeven), Kasteel van Schoten, 1 april 2022 tot en met 1 mei 2022.
- Limburgia Exotica: Kunstenaars komen naar Limburg 1850-1950, Limburgs Museum Venlo, 1 december 2007 tot en met 10 februari 2008.
- Doordrongen van leven: schilderijen van de Belgische portrettis Jan Van Puyenbroeck. Museum Kempenland Eindhoven, 23 april 1988 tot en met 12 juni 1988.
- Vergeten Limburgers-een historisch tijdsbeeld, Museum Van Bommel Van Dam Venlo, 17 januari 1976 tot en met 29 februari 1976.
- Omvangrijke expositie jongste werken, Galerie Muylle, 1953.
- Tentoonstelling schilderijen van Jan Van Puyenbroeck en wijlen Willem van Konijnenburg. Raadhuis Meerssen, 1 augustus 1953 tot en met 16 augustus 1953.
- Jan Van Puyenbroeck, Kunstzaal Plaats Den Haag, 1949.
- Jan Van Puyenbroeck, Stedelijk Kunstsalon Antwerpen, opening 23 januari 1943.
- Jan Van Puyenbroeck: portretten en schilderijen, Koninklijke Kunstzaal Kleykamp Den Haag, 8 oktober 1938 tot 22 oktober 1938.
- Jan Van Puyenbroeck, Koninklijke kunstzaal Kleykamp Den Haag, december 1937.
- Jan Van Puyenbroeck, Stedelijk Museum Maastricht, zomer 1932.
- Overzichtstentoonstelling, Maastricht, lente 1921.
- Overzichtstentoonstelling, Luik 1921.
- Jan VanPuyenbroeck, overzichtstentoonstelling 1918, Maastricht.

## Museaal bezit
- Bonnefantenmuseum, Maastricht
- Limburgs Museum, Venlo

- Digitale Bibliotheek voor de Nederlandse Letteren: puij001
- Gemeinsame Normdatei: 174260539
- Nederlandse Thesaurus van Auteursnamen: 073797375
- RKD-Nederlands Instituut voor Kunstgeschiedenis: 65146
- Virtual International Authority File: 218648762
- WorldCat: E39PBJdrP3BRcTHh96D7kQJRrq